# 渡辺聖未
渡辺 聖未（渡邊 聖未、わたなべ きよみ、 1996年8月25日- ）は、フィリピンのセブ島出身の女子柔道選手。階級は63kg級。フィリピン代表として2021年開催東京五輪・2024年パリ五輪に出場。2018年アジア大会銀メダリスト。東南アジア大会4連覇。早稲田大学卒業。富士学苑高等学校教員。

## 経歴

### 中学校卒業まで
父親は日本人、母親はフィリピン人。セブ島で生まれ育つが、10歳の時に父親の出身地である山梨県の富士吉田市へ移った。柔道は小学校5年生から始めた。中学生の時には、柔道日本代表を多数輩出する神奈川県相模原市内の柔道私塾「相武館吉田道場」に所属した。道場の選手の多くが通う相模原市立相原中学校1年の時には、1年先輩の芳田司や内尾真子などと活躍して近代柔道杯で優勝した。

### 高校生時代
富士吉田市内の私立富士学苑高校へ進学すると、1年の時に全国高校選手権63kg級に出場するが、準々決勝で松商学園高校2年の津金恵に技ありで敗れて5位だった。グランドスラム・東京にもフィリピン代表で出場するが、初戦でカナダのケリタ・ズパンシックに敗れた。2年の時にはインターハイで5位になった。グランドスラム・東京では2回戦で三井住友海上の阿部香菜に敗れた。アジアカデでは3位に入った。東南アジア競技大会では初優勝した。3年のインターハイでは70kg級に出場して決勝まで進むが、東大阪大敬愛高校3年の池絵梨菜に有効で敗れた。
アジア大会の63kg級では準々決勝で阿部香菜に敗れるなどして7位だった。グランドスラム・東京では初戦でアメリカのレイラニ・アキヤマに敗れた。アジアジュニアでは優勝した。
3年でインターハイ準優勝した際に、全日本柔道連盟から「日本代表を目指す考えはあるか」と意思確認があった。しかし、国際大会に出場する機会をより多く得て自分を成長させるために、フィリピン代表の道を選んだ。
なお、高校の2年後輩には世界ジュニア57kg級チャンピオンの舟久保遥香がいた。また、高校の監督である矢嵜雄大はフィリピン女子ナショナルチームの監督も兼任している。

### 大学生時代
2015年に早稲田大学へ進学すると、1年の時には東南アジア競技大会で2連覇した。世界選手権では初戦でオーストリアのヒルデ・ドレクスラーに一本負けした。学生体重別では決勝で筑波大学2年の津金恵を大外刈の有効で破って、1年生ながら優勝した。この際に、フィリピン代表としてリオデジャネイロオリンピック代表を目指すと語った。世界ジュニアでは2回戦でイギリスの選手に敗れた。講道館杯では初戦でJR東日本の大住有加に腕挫十字固で敗れた。
2年の時には優勝大会の3人制でチームの優勝に貢献したが、リオデジャネイロオリンピックには結局出場できなかった。学生体重別では決勝で津金に内股の技ありで敗れて2連覇はならなかった。2017年2月のグランドスラム・パリでは準決勝で地元フランスのクラリス・アグベニューに技ありで敗れるも3位となり、フィリピンの選手として初となるIJFワールド柔道ツアーでのメダルを獲得した。続くヨーロッパオープン・オーバーヴァルトでは決勝で地元オーストリアのカトリン・ウンターヴルツァッハーに敗れて2位だった。なお、国際大会で結果を残してきたことにより、フィリピンオリンピック委員会から遠征費などの補助金が出るようになった。

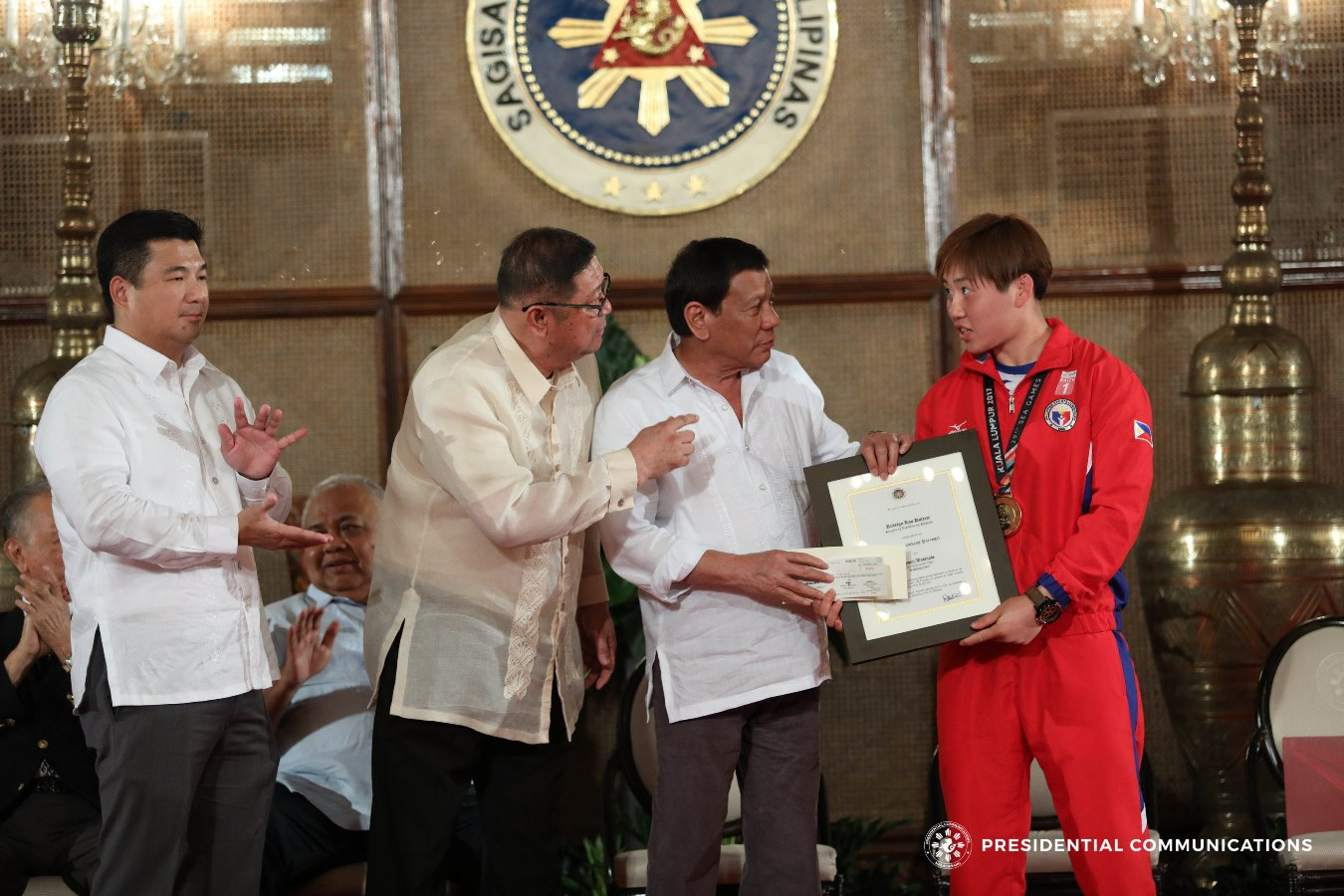
2017年東南アジア競技大会で金メダルを獲得し、マラカニアン宮殿で行われた式典でロドリゴ・ドゥテルテ大統領から賞状を授与される渡辺聖未

3年の時には優勝大会でチームの2連覇に貢献した。アジアオープン・台北では優勝した。東南アジア競技大会では3連覇した。世界選手権では3回戦でブラジルのケトレイン・クアドロスに逆転負けした。世界ランキング上位選手が集まるワールドマスターズでは初戦で鍋倉那美に横四方固で敗れた。グランドスラム・デュッセルドルフでは準々決勝でモンゴルの選手に敗れるも、その後の3位決定戦でクアドロスを破って3位となった。
4年の時には優勝大会でチームの3連覇に貢献した。アジア大会では決勝で鍋倉に合技で敗れるも、2位になった。世界選手権では2回戦でスペインの選手に敗れた。その直後の学生体重別では3回戦で敗れた。グランドスラム・大阪では2回戦で能智亜衣美に逆転負けした。

### 社会人時代
2019年に早稲田大学スポーツ科学部を卒業してアドヴィックスの所属となった。東京で開催された世界選手権では3回戦で敗れた。12月の東南アジア大会では63kg級を4連覇した。
新型コロナウイルス感染症の世界的流行の影響で1年遅れて2021年に開催された東京オリンピックには、大陸枠で出場権を確保した。開会式ではボクシングのユミル・マルシアルと共にフィリピン選手団の旗手を務めたが、7月27日に日本武道館で開催された女子63kg級では初戦で敗れた。
2024年のパリオリンピックにも出場したが、初戦で敗れた。
2025年4月から母校の富士学苑高校の保健体育科の教職に就き、教師生活と両立しながら柔道選手として2028年ロサンゼルスオリンピックを目指すことになった。

## 主な戦績
- 2010年 -　近代柔道杯　優勝
- 2013年 -　全国高校選手権　5位
- 2013年 -　インターハイ　5位
- 2013年 -　アジアカデ 3位
- 2013年 -　東南アジア競技大会 優勝
- 2014年 -　インターハイ　2位(70kg級)
- 2014年 -　アジア大会　7位
- 2014年 -　国体 少年女子の部　5位
- 2014年 -　アジアジュニア　優勝
- 2015年 -　東南アジア競技大会 優勝
- 2015年 -　学生体重別　優勝
- 2016年 -　優勝大会　3人制　優勝
- 2016年 -　学生体重別　2位
- 2017年 -　グランドスラム・パリ 3位
- 2017年 -　ヨーロッパオープン・オーバーヴァルト 2位
- 2017年 -　優勝大会　3人制　優勝
- 2017年 -　アジアオープン・台北　優勝
- 2017年 -　東南アジア競技大会 優勝
- 2017年 -　学生体重別　5位
- 2017年 - グランドスラム・アブダビ　7位
- 2017年 -　アジアオープン・香港　3位
- 2018年 -　グランドスラム・デュッセルドルフ　3位
- 2018年 -　優勝大会　3人制　優勝
- 2018年 - アジア大会　2位

(出典JudoInside.com)。